# Чортківський район (1940—2020)
Чорткі́вський райо́н — колишня адміністративно-територіальна одиниця в південній частині Тернопільської області. Межує з Борщівським, Гусятинським, Заліщицьким, Теребовлянським районами, а також Чемеровецьким районом Хмельницької області.
Площа району становила 903,4 км². Відстань від райцентру до обласного центру — 70 км.
До складу району входили: смт Заводське та 60 сіл. Районний центр — місто Чортків, не входило до складу району.
У Чортківському районі проживало 70065 тис. осіб[джерело?], у тому числі міського населення — 29,065  тис. осіб, сільського — 41 тис. осіб.

## Географія
Чортківський район лежав на Західно-Подільському плато в межах Тернопільської структурно-пластової рівнини на висоті 262 м над рівнем моря. Для рельєфу району (на формування його впливають карстові процеси) характерні хвилясті балочні рівнини, посічені ярами. Місто розташоване в кліматичному районі Тернопільщини, який називають «теплим Поділлям».

## Природні ресурси
Корисні копалини району представлені будівельними матеріалами та сировиною для їх виробництва. Це поклади осадового походження, вапняки, пісковики, піски будівельні, глина, гравійно-глечникові матеріали, гіпс. Ліси займають 12 % території району, їх площа становить 10,8 тис. га, із запасом деревини 1780,4 тис. м³. На території Чортківського району переважають чорноземні та сірі опідзолені ґрунти. Висока родючість земель і сприятливі кліматичні умови сприяють розвитку вирощування сільськогосподарських культур.
Багатий тваринний світ лісів району. Тут зустрічалися: сарна, дикий кабан, заєць-русак, Водяться вивірки, ласка, ондатра, щур водяний, рідко - ящірка зелена. З птахів поширені були: жайворонок, куріпка, дятел, горлиця, зозуля, шпак, ворона сіра, грак, сойка, чиж, синиця, ластівка, горобець, лелека, дика качка. У водоймах водяться: короп, карась, лин, окунь, щука.
Ліси — дубово-грабові і грабові росли: дуб, ясен, бук, модрина, ялина, липа, клен, черешня, груша, сосна, береза, акація, плодово-ягідні чагарники — шипшина, глід, калина, терен, кизил.
Пам'ятки природи: Бичківський дуб.
Межовий дуб с. Колиндяни

## Історія
У 1838 році спалахнули великі селянські заворушення на Чортківщині: взяли участь представники 39 громад, тривали більше 2,5 місяців, були придушені військами.
У зв'язку з тим, що м. Тернопіль було повністю знищене німецькими 
окупантами, обласний центр за дозволом РНК УРСР та ЦК КП(б)У був розміщений 
в м. Чортків. З огляду на брак місця частина обласних організацій була розміщена в Трембовлянському і Копичинському районах. Оскільки в Чорткові були ще й районні організації, то виконком облради і обком КП(б)У прийняли рішення про переміщення Чортківського району до містечка Ягольниці і перейменування його в Ягольницький район.
17 липня 2020 року район ліквідовано.

### Епідемія коронавірусу
Перший випадок появи коронавірусної хвороби було виявлено на території Чортківщини 11 квітня 2020 року.

## Економіка
Провідні галузі господарства: сільське господарство, (Ягільницький ферментаційний завод), харчова (смт. Заводське: цукровий завод, сирзавод, Пробіжнянський завод крохмалепродуктів), парфумерна СП «Глобал-Косметик» у Ягільниці. Всі підприємства Чорткова зруйновані (кондитерська, швейна фабрики, м'ясокомбінат, горілчаний завод, сільгоспкомунгосп, сільгосптехніка, сільгоспхімія, та інші підприємства). До 1991 року в м. Чорткові було 26 підприємств.

## Транспорт
Територією району проходив автошлях E85.

## Населення
| 44 130 | 45 176 |

Розподіл населення за віком та статтю (2001)
| Стать | Всього | До 15 років | 15-24 | 25-44  | 45-64 | 65-85 | Понад 85 |
| --- | ------ | ----------- | ----- | ------ | ----- | ----- | -------- |
| Чоловіки | 37 095 | 7480        | 5739  | 11 145 | 8058  | 4520  | 153      |
| Жінки | 43 763 | 7036        | 6671  | 10 875 | 9851  | 8672  | 658      |
| \| Статево-вікова піраміда \| Статево-вікова піраміда \| Статево-вікова піраміда \| \| ----------------------- \| ----------------------- \| ----------------------- \| \| Чоловіки \| Вік \| Жінки \| \| 153 \| 85 + \| 658 \| \| 280 \| 80-84 \| 888 \| \| 789 \| 75-79 \| 2111 \| \| 1498 \| 70-74 \| 2800 \| \| 1953 \| 65-69 \| 2873 \| \| 1920 \| 60-64 \| 2814 \| \| 1490 \| 55-59 \| 1937 \| \| 2200 \| 50-54 \| 2519 \| \| 2448 \| 45-49 \| 2581 \| \| 2946 \| 40-44 \| 2959 \| \| 2811 \| 35-39 \| 2691 \| \| 2693 \| 30-34 \| 2582 \| \| 2695 \| 25-29 \| 2643 \| \| 2734 \| 20-24 \| 2801 \| \| 3005 \| 15-20 \| 3870 \| \| 2900 \| 10-14 \| 2843 \| \| 2627 \| 5-9 \| 2387 \| \| 1953 \| 0-4 \| 1806 \| |        |             |       |        |       |       |          |
| Статево-вікова піраміда |        |             |       |        |       |       |          |
| Чоловіки | Вік    | Жінки       |       |        |       |       |          |
| 153 | 85 +   | 658         |       |        |       |       |          |
| 280 | 80-84  | 888         |       |        |       |       |          |
| 789 | 75-79  | 2111        |       |        |       |       |          |
| 1498 | 70-74  | 2800        |       |        |       |       |          |
| 1953 | 65-69  | 2873        |       |        |       |       |          |
| 1920 | 60-64  | 2814        |       |        |       |       |          |
| 1490 | 55-59  | 1937        |       |        |       |       |          |
| 2200 | 50-54  | 2519        |       |        |       |       |          |
| 2448 | 45-49  | 2581        |       |        |       |       |          |
| 2946 | 40-44  | 2959        |       |        |       |       |          |
| 2811 | 35-39  | 2691        |       |        |       |       |          |
| 2693 | 30-34  | 2582        |       |        |       |       |          |
| 2695 | 25-29  | 2643        |       |        |       |       |          |
| 2734 | 20-24  | 2801        |       |        |       |       |          |
| 3005 | 15-20  | 3870        |       |        |       |       |          |
| 2900 | 10-14  | 2843        |       |        |       |       |          |
| 2627 | 5-9    | 2387        |       |        |       |       |          |
| 1953 | 0-4    | 1806        |       |        |       |       |          |

Національний склад населення за даними перепису 2001 року:
| Національність | Кількість осіб | Відсоток |
| -------------- | -------------- | -------- |
| українці       | 78985          | 97,68%   |
| росіяни        | 1293           | 1,60%    |
| поляки         | 316            | 0,39%    |
| білоруси       | 68             | 0,08%    |
| молдовани      | 30             | 0,04%    |
| інші           | 169            | 0,21%    |

Мовний склад населення за даними перепису 2001 року:
| Мова       | Кількість осіб | Відсоток |
| ---------- | -------------- | -------- |
| українська | 79465          | 98,27%   |
| російська  | 1234           | 1,53%    |
| польська   | 48             | 0,06%    |
| білоруська | 25             | 0,03%    |
| молдовська | 13             | 0,02%    |
| інші       | 76             | 0,09%    |

## Політика
25 травня 2014 року відбулися Президентські вибори України. У межах Чортківського району було створено 59 виборчих дільниць. Явка на виборах складала — 79,47 % (проголосували 28 933 із 36 409 виборців). Найбільшу кількість голосів отримав Петро Порошенко — 58,98 % (17 064 виборців); Юлія Тимошенко — 19,17 % (5 547 виборців), Олег Ляшко — 11,34 % (3 282 виборців), Анатолій Гриценко — 4,82 % (1 395 виборців). Решта кандидатів набрали меншу кількість голосів. Кількість недійсних або зіпсованих бюлетенів — 0,48 %.

## Туристські об'єкти
Пам'ятка природи державного значення — печера Млинки.

### Дерев'яні храми
| Населений пункт    | Назва церкви                           | Рік побудови |
| ------------------ | -------------------------------------- | ------------ |
| Чортків            | Успіння Пресвятої Богородиці           | 1583         |
| Чортків            | Вознесіння Христового                  | 1630         |
| Зелена             | Івана Богослова                        | 1725         |
| Мухавка            | св. Параскевії                         | 1860         |
| Стара Ягільниця    | Введення в храм Пресвятої Богородиці   | 1894         |
| Черкавщина         | Покрови Пресвятої Богородиці           | 1936         |
| Чорнокінецька Воля | Різдва Пресвятої Богородиці            | XVIII ст.    |
| Швайківці          | Воздвиження Чесного Хреста Господнього | 1734         |